# Szkeptikus Társaság

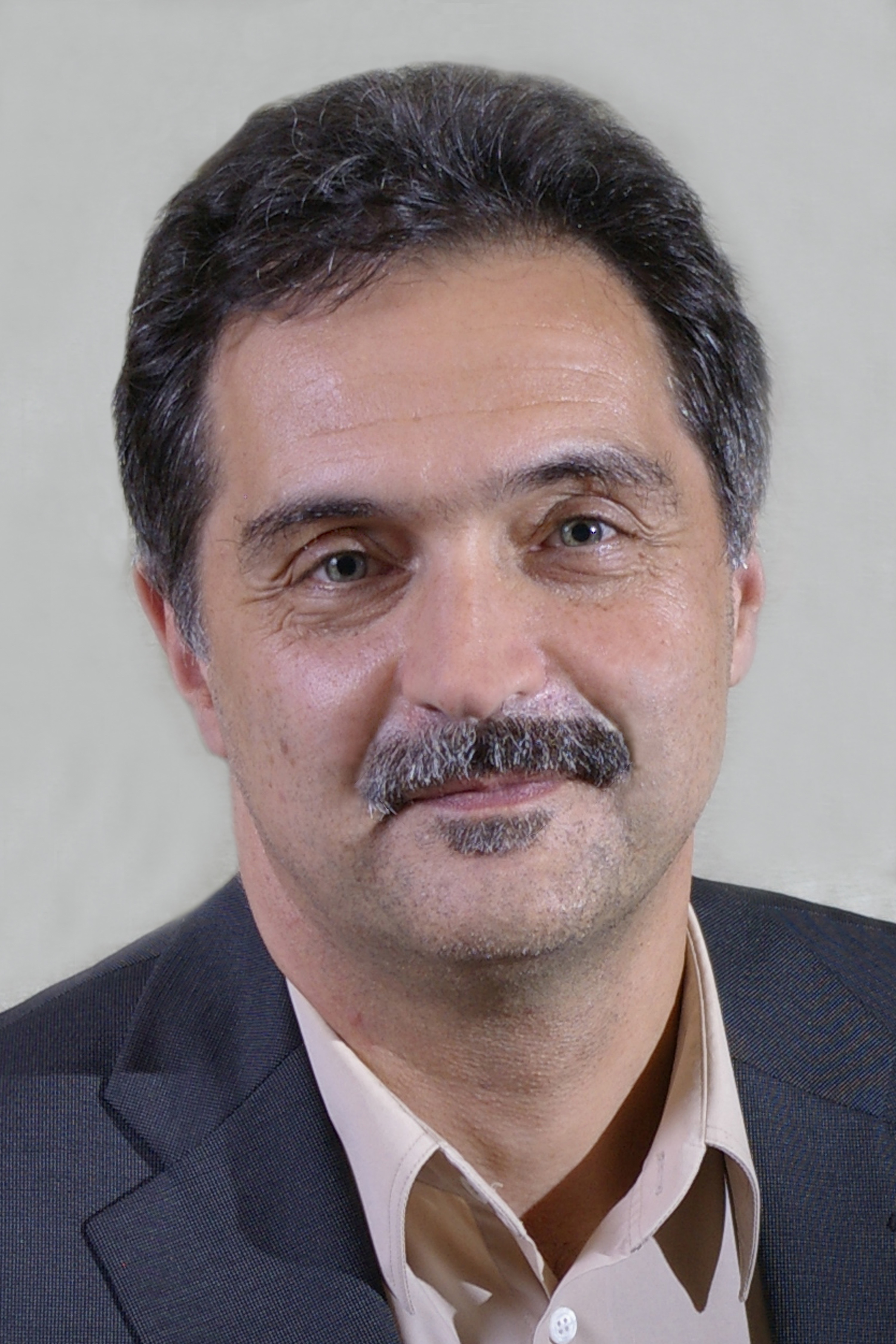
Hraskó Gábor, a Szkeptikus Társaság elnöke 2006 és 2020 között

A Szkeptikus Társaság (hivatalos nevén Szkeptikus Társaság Egyesület) egy Magyarországon tevékenykedő nonprofit szervezet, amely tagja a Szkeptikus Szervezetek Európai Tanácsának, egyes témák mentén számos hazai és külföldi civil szervezettel együttműködik és céljának tekinti „a tényeken alapuló racionális gondolkodás értékének, a tudomány eredményeinek ismertetését, valamint az irracionális, áltudományos irányvonalak kritikáját”. Az egyesület nevében is megjelenő szkeptikus szó nem a köznyelvben használt kétkedő attitűdre, hanem a tudományos szkepticizmusra utal. A Szkeptikus Társaság alapította a 2021 óta minden évben átadott Laposföld-díjat, amelyet áltudományos tevékenységekért, álhírek és összeesküvés-elméletek terjesztéséért ítélnek oda, illetve az Orosz László-díjat, amellyel az ilyen eszmékkel szembeni felvilágosító tevékenységet ismerik el. Utóbbit először 2025-ben adták át.

## Szervezeti felépítés, működés
- Elnökség (2020 novemberétől):[6]
  - Elnök: Pintér András Gábor (Idegenvezető,[7] amatőrcsillagász,[8] magántanár, a Szkeptikus Társaság alapító tagja, 2013 júniusától elnökké való megválasztásáig alelnöke, 2019-től a Szkeptikus Szervezetek Európai Tanácsának elnökségi tagja. 2017-től 2018-ig kisebb politikai szerepet is vállalt a Momentum Mozgalom színeiben.[9] )
  - Ügyvezető elnök: Péterfi Dániel informatikus
  - Alelnökök:
    - Csécsi Laura
    - Györgyey János növénybiológus
- Székhelye
  - Budapest
- A szervezet hivatalos célja:
  - „A külföldi szkeptikus mozgalmak mintájára Magyarországon is meghonosítani a szkeptikus gondolkodás kultúráját; a szkeptikusok szervezeti összefogása; a racionális gondolkodás; a tudományos és művészeti ismeretek széleskörű terjesztése; felvilágosítás az áltudományokról, tévhitekről, tudományellenes nézetekről, babonákról; a társadalom kiemelt szerepet biztosítson a tanulásnak, a tudásnak, a tudománynak, az önálló és a dogmáktól mentes gondolkodásnak; az iskolarendszeren kívüli művelődés és képzés lehetőségeinek gazdagítása; az ifjúság bevonása a tudományos ismeretterjesztő munkába; az önművelés, képességfejlesztés, a továbbképzés, a tudományos, alkotó és oktatási tevékenység elősegítése az Egyesület tagsága körében és azon kívül egyaránt; közéleti fórum teremtése természet- és társadalomtudományos, művészeti és filozófiai kérdések megvitatásához; közreműködés a jogállamiság és a civil társadalom formálásában, a mindennapok kultúrájának formálásában, a közhasznú igények kielégítésében.”[10]
- Közhasznúsági fokozat:	
  - Nem közhasznú[10]
- A szervezet által üzemeltetett honlapok:
  - http://szkeptikustarsasag.hu/
  - http://www.darwinnap.hu/
  - http://chemtrail.hu/
  - http://1023.hu

## Történet
A társaság 2006. december 15-én alakult 19 alapítóval, a Tényeket Tisztelők Társasága alternatívájaként, de részben annak nyomdokain, hogy a kritikai gondolkodás terjesztését a civil szférába helyezze, s ezáltal széles nagyközönség számára biztosítson megfelelő fórumot a szkepticizmus területén.
2007 szeptemberében a Szkeptikus Szervezetek Európai Tanácsa (ECSO – European Council of Skeptical Organizations) dublini 13. Kongresszusán a társaságot a tagjai közé fogadta, annak elnökét, Hraskó Gábort pedig 2013 augusztusában, a stockholmi 15. Kongresszuson három évre a Tanács elnökévé választották.
2007-ben megrendezték az első Darwin-napot, a tudományos gondolkodás nemzetközi ünnepét, melyet 2009-ben, Charles Darwin születésének 200., A fajok eredete első kiadása megjelenésének 150. évfordulója alkalmából újra megrendeztek.
A társaság Richard Dawkins filozófiájának és ismeretterjesztő műveinek hazai népszerűsítője is
A társaság korai éveiben (2008) tagjai közül néhányan nyílt és harcos ateista álláspontot is képviseltek, ezért bizonyos körökben az egyesületet a három legnagyobb hazai ateista szervezet közé sorolták. 2008-ban a Magyar Tudományos Akadémia akkori, vállaltan vallásos elnöke, Vizi E. Szilveszter bizonyos kijelentéseivel szemben is kritikát fogalmaztak meg, mely lépés miatt ők maguk is kritikus véleményekkel szembesültek. Később a valláskritika mint tevékenységi kör kikerült az alapszabályból, aminek eredményeként többen máshol folytatták tevékenységüket.
2010. február 28-án a társaság nyílt levelet írt az MTA Elnökének, amiben tiltakoztak a Semmelweis Egyetem új, hagyományos kínai orvoslásra épülő képzése ellen. Azt „gagyi tudománynak” nevezték és a Tudományegyetemet megvádolták, hogy  "középkori filozófián és elméleteken alapuló, bizonyítottan csak placebóhatással rendelkező áltudományt készülnek oktatni." A Magyar Tudományos Akadémia Elnöki Titkársága válaszlevelében visszautasította a Semmelweis Egyetem jó hírét is sértő vádakat.
2010-ben a társaság közreműködésével készült el Nagy Attila János rendezésében a „Kételkedem, tehát vagyok” című szkeptikus film, amelyben a pálcás vízkeresés, asztráltestek, gázfogyasztáscsökkentő mágnes, fogyasztáscsökkentő benzinadalékok, horoszkópok, méregtelenítő eljárások és egy falszárító berendezés vizsgálatára vállalkozott a stáb. A Fiar Sándor főszereplésével készült film 2011-ben a 42. Magyar Filmszemlén a tudományos-ismeretterjesztő kategóriában elismerő oklevelet kapott, majd ugyanebben az évben a film megkapta a Nemzetközi Tudományos Filmfesztivál Plakettjét is Szolnokon.

2010. szeptember 17–19. között Budapesten rendezték meg a 14. Európai Szkeptikus Kongresszust, amelynek szervezője és házigazdája a Szkeptikus Társaság volt, és amelyen számos, a nemzetközi szkeptikus közösségben ismert és elismert magyar és külföldi előadó szerepelt. 
2010-2011-ben a társaság nyilvános vitát folytatott az tervezettség álláspontját támogató Értelmes Tervezettség Mozgalom (ÉRTEM) Egyesülettel, ami öt forduló után bizonyos vitatechnikai kérdések miatt félbeszakadt. Később az álláspontok közeledtek, a 2012. december 20-i Szkeptikus Akadémia „Evolúció, intelligens tervezés” előadását a korábbi vitapartner, az ÉRTEM Egyesület is korrektnek tartotta.
2011-ben részt vettek a „1023 Homeopátia – Nincs benne semmi” című nemzetközi kampányban, amellyel a homeopatikus készítmények hatástalanságára hívták fel a figyelmet. Ez a kampány az egyesült királyságbéli The Merseyside Skeptic Society kezdeményezése volt. A kampány csúcspontjának számító esemény során a világ különböző pontjain összegyűlt szkeptikusok 2011. február 5-én 10:23-kor egy általuk előre kiválasztott homeopátiás szert „túladagoltak”, hogy felhívják a figyelmet arra, hogy ezen készítményekben nincsen kimutatható mennyiségű hatóanyag, s csupán a placebo-hatás alapján működnek. A Magyar Homeopata Orvosi Egyesület a weboldalán reagált a Vágó István által vezetett kampányra és a csalás vádjára.

## Jelenlegi aktivitás
A Szkeptikus Társaság tagjai számos különböző módon igyekeznek ismeretterjesztő tevékenységet végezni, amely a tudományos módszer minél szélesebb közönséggel történő megismertetéséről, valamint a kritikai gondolkodás és a szkeptikus szemlélet fontosságának hangsúlyozását célozza.

### A társaság által képviselt területek és témák
| Főterület                             | Példák, jellemző alterületek                                                                                              |
| ------------------------------------- | --- |
| Orvostudomány, egészség               | Homeopátia, alternatív gyógymód, integratív orvoslás, táplálékkiegészítők, diéták, méregtelenítés, csodaszerek, védőoltás |
| Ezotéria                              | Aura, számmisztika, radiesztézia                                                                                          |
| Biológia, vegyipar                    | GMO, élelmiszer-adalékanyagok, E-számok, növényvédőszerek                                                                 |
| Fizika                                | Örökmozgók, tiltott találmányok                                                                                           |
| Csillagászat                          | Asztrológia, ufók, Földön kívüli élet                                                                                     |
| Történelem                            | Magyar őstörténet, alternatív elméletek a magyar nyelv rokonságáról, kitalált középkor                                    |
| Parapszichológia                      | jóslás, telekinézis, hatodik érzék                                                                                        |
| Intelligens tervezettség              | Intelligens tervezettség és az evolúcióelmélet vitája                                                                     |
| Összeesküvés-elméletek                | Chemtrail, háttérhatalom, gyógyszergyárak összeesküvése                                                                   |
| Fogyasztóvédelem                      | Megtévesztő reklámok, versenyhivatali, fogyasztóvédelmi döntések                                                          |
| Tudományos módszer, tudományfilozófia | Áltudomány, érvelési hibák                                                                                                |

### Komplementer gyógyászat és a homeopátia elleni kampány
A társaság a Sciencebasedmedicine.org szkeptikus blog által képviselt értelmezést népszerűsíti, amely szerint a integrativ és komplementer orvoslás, a CAM és a homeopátia a kuruzslással és „gagyi tudománnyal” egyenlő. és emiatt már többször került szembe a Magyar Tudományos Akadémia vagy a Tudományegyetemek tudomány értelmezésével és a hazai orvostudományi képzéssel.
A Semmelweis Egyetem Egészségtudományi Karának a hagyományos kínai gyógyászat képzéssel való bövítése kapcsán a társaság sajtóközleményében is kifejezte véleményét a hagyományos kínai orvoslással kapcsolatban, és hogy szerintük nincs helye az orvostudományi képzések mellett.

„"A több ezer évesnek mondott, valójában különböző, megalapozatlan népi hiedelmekből az 1950-es években összegyúrt “hagyományos kínai orvoslás” alapjai a korszerű tudományos ismeretekkel összeegyeztethetetlenek, hatásosságát tudományos vizsgálatok nem igazolták, eredményei nincsenek, s a terület az áltudomány melegágya."”

– Szkeptikus Társaság 

A Semmelweis Egyetem rektora a képzéssel kapcsolatos félreértéseket egy későbbi beszédében próbálta tisztázni:

„Nem szabad összetéveszteni a nyugati orvoslást, amit az Általános Orvostudományi Kar tanít, és a hagyományos kínai gyógyászatot. Ugyanakkor – utalva a Semmelweis-reflexre – éppen Semmelweis napján méltán mondhatjuk, hogy legalább akkora hiba a bizonyítékokon alapuló orvoslást kizárólagosnak tekinteni, mint a tapasztalati eredményeket ab ovo elvetni”

– Dr. Szél Ágoston, Semmelweis Egyetem rektora  

### Összeesküvés-elméletekkel szembeni fellépés
2014. január 25-én az egyesület tagjai a Petőfi Csarnokban tartott chemtrail-ellenes felvonuláson is megjelentek „chemtrail.hu” feliratú pólókban és "Chemtrail-hívőnek álcázták magukat azért, hogy minél több hívő menjen fel az oldalukra, ahol aztán lerántják a leplet a tudománytalan összeesküvésről."  A „chemtrail.hu” a Szkeptikus Társaság chemtrail-témájú ellenweboldala.

### Részvételszkeptikus konferenciákon

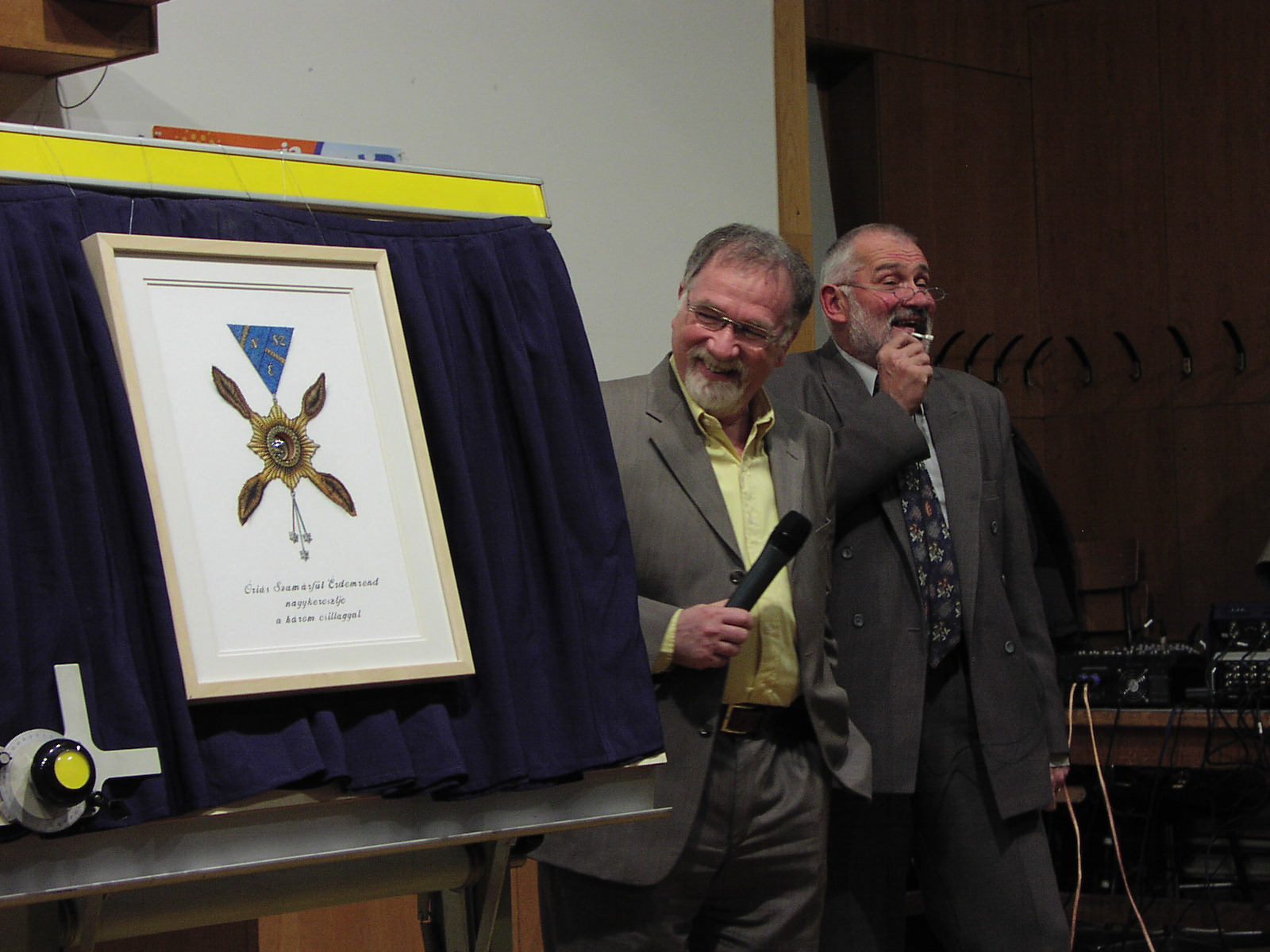
Vágó István a Szkeptikus Társaság korábbi elnöke a Budapesti Szkeptikus Konferencián Orosz László egyetemi docenssel, 2008.

Megalakulásuk (2006) óta rendszeresen részt vesznek előadóként, résztvevőként és egyes esetekben szervezőként a minden év őszén Székesfehérváron megrendezett Szkeptikusok Országos Konferenciáján, melyet 1995-ben, a Szabadművelődés Háza szervezésében indított útjára Tóth László és Trupka Zoltán. Szintén rendszeresen részt vesznek a 2004 óta évente a Budapesti Műszaki és Gazdaságtudományi Egyetemen megtartott Budapesti Szkeptikus Konferencián, amelynek szervezői közül többen a Társaság tagjai közé tartoznak.
A Társaságból többen is felbukkannak időről időre nemzetközi szkeptikus rendezvényeken is, amelyekről különböző fórumokon rendre be is számolnak az érdeklődőknek.

### Szkeptikus Klub
A társaság budapesti munkacsoportja 2008 óta minden hónapban (általában a hónap 3. keddjén) megtartja a „Szkeptikus klubest” elnevezésű nyitott rendezvényt, ahol valamilyen, a tudományos szkepticizmushoz és racionalizmushoz kötődő előadás hangzik el. A rendezvénysorozatnak jelenleg a Kossuth Klub ad otthont. Egy időben a szegedi csoport is rendezett hasonló klubesteket, a Szegedi Tudományegyetem Juhász Gyula Pedagógusi Karán.

### Szkeptikusság bemutatása a Civil Szigeten

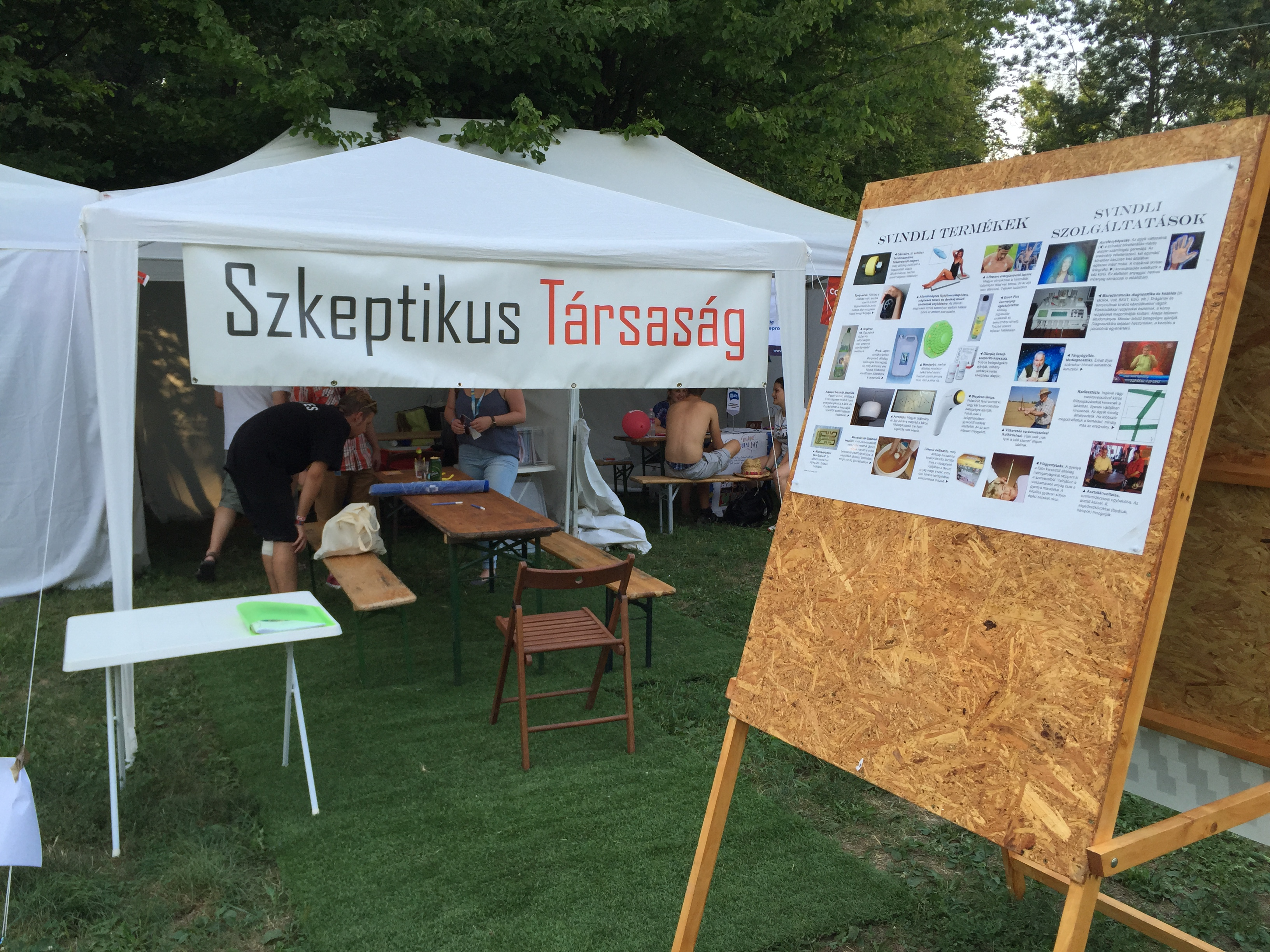
A Szkeptikus Társaság sátra a 2015-ös Civil Szigeten

Jelen voltak a 2010-es, 2013-as, 2014-es és 2015-ös Sziget Fesztiválon is, ahol az érdeklődők számára tudományos érdekességeket mutattak be, valamint a különböző megtévesztő, áltudományos és hamis állítások leleplezésének módszereibe vezették be a fesztivál résztvevőit.

### Beszélgetés Para-Kovács Imrével
A társaság képviselői 2013 novembere óta minden hónap első hétfőjén Para-Kovács Imrével beszélgetnek a Klubrádió Ötös c. műsorában, minden alkalommal más áltudományos témát járva körül, melyekkel az egyesület tagjai foglalkoznak. Az itt elhangzott beszélgetések, valamint a Kossuth Klubban elhangzott előadások podcast formájában letölthetők a Szkeptikus Hangtárból.

### Gerilla Szkepticizmus a Wikipédián
2014-ben csatlakoztak a "Guerrilla Skepticism on Wikipedia" nemzetközi mozgalomhoz, amely a szkeptikus témákkal és a nemzetközi szkeptikus mozgalom hírességeivel foglalkozó Wikipédia-szócikkek karbantartására, minőségének javítására jött létre, és különböző nyelveken végzi a tevékenységét.

## Kritikák a társasággal szemben

### Dogmatikus szkepticizmus
2008-ban egyes tudományfilozófusok éles véleményt fogalmaztak meg a társaság hazai megnyilvánulásairól. Bár a leírásban szereplő szervezet tevékenységét a szerzők az 1990-es évekre vezetik vissza, amikor az még valójában nem létezett, szerintük a társaság a „dogmatikus szkepticizmust” és a már rég meghaladott deficitmodellt képviseli hazánkban. Annak ellenére, hogy a fenti okok miatt a kritika vélhetően a Tényeket Tisztelők Társaságának szólt, a tudományfilozófiai nézőpontot és a „Szkeptikus Társaság bizonyos megnyilvánulásainak bírálatát” a társaság 2010-ben a saját klubján értékelte.
Hraskó Gábor a Társaság elnöke, 2018-ban már önkritikusan írt a tudománykommunikáció nehézségeiről. 

„Pedig valaha úgy gondoltuk, hogy a tévhitek, összeesküvés-elméletek eltüntetésének legjobb módja, ha megismertetjük az emberekkel a tényeket.”

–  Hraskó Gábor, A tudósok kezdik kapiskálni, hogy a tények miért nem győzik meg az összeesküvés-hívőket 

Valamint kihangsúlyozta, hogy önmagában a tények ismertetése akár kontraproduktív is lehet, hogyha az identitással vagy világszemlélettel konfrontálódik, valamint azt, hogy ismeretterjesztéshez empatikus hozzáállás is szükséges.

„Mit is sugallnak az eddigi szociológiai ismereteink arról, hogy hogyan tudjuk befolyásolni az oltásellenes hozzáállást? 
Az információdeficit-modell szerint be kell mutatni neki, hogy rosszul tudja ezt a dolgot az oltások és az autizmus kapcsolatáról (tényleg nincs ilyen kapcsolat, de ez egy külön cikket is megér majd), és akkor majd rohanni fog oltatni a kölköt. A backfire-hatásról szóló ismereteink viszont azt vetítik előre, hogy hiába mutatjuk meg a szülőnek a pártatlan klinikai vizsgálati eredményeket, hiába magyarázzuk el, hogy honnan származik a téves információ az oltások és az autizmus kapcsolatáról, a szülő még csak jobban fog hinni ebben a kapcsolatban – ergo még inkább kerülni fogja az oltásokat.”

–  
Hraskó Gábor, A tudósok kezdik kapiskálni, hogy a tények miért nem győzik meg az összeesküvés-hívőket 

### Pártatlanság és függetlenség
A tudományos kommunikációkban kiemelten fontos a hitelesség
, emiatt a társaság több helyen is deklarálja a függetlenségét, hogy semmilyen lobbi, egyetlen piacon lévő berendezés, módszer vagy elmélet képviselője sem támogatja őket, így gyógyszergyárak sem. 
Bár a néhány hazai gyógyszergyárat is tagjai között tudó Magyar Biotechnológiai Szövetség elnöke, ifj. Duda Ernő 2013 júniusáig egyben a Szkeptikus Társaság egyik alelnöke is volt, valamint az érdekeltségi körébe tartozó, gyógyszerkutatásokban aktívan részt vevő Solvo Biotechnológiai Zrt. a 2014. évi Szegedi Szkeptikus Konferencia megrendezését is támogatta, a társaság tevékenységének bárminemű, üzleti alapon történő befolyásolására utaló bizonyíték nincs. Ugyanakkor foglalkoznak az orvostudomány és a gyógyszeripar szisztematikus hibáival, válságával valamint a „Bad Pharma” jelenséggel is.
2016 novemberében az Átlátszó.hu blogon megjelent, a hazai GMO-vitákkal kapcsolatos visszaemlékezéseiben Darvas Béla 
a Szkeptikus Társaságot „feltétel nélkül GMO-pártinak” jellemzi, és szerinte ennek a társaság egyes tagjainak a hazai biotechnológiai érdekvédelmi szervezetekkel való összefonódása az oka.
  Erre Vágó István, a társaság korábbi elnöke (aki magánemberként GMO-párti) és a jelenlegi Elnökség is válaszolt, a nem GMO-pártiakat tudományellenes gondolkodásmóddal támadva: „A Szkeptikus Társaság nem feltétel nélkül GMO-párti, és nem gondolja, hogy a GMO minden tudományos kritika felett álló termékcsoport.”

### Fórumok
- A Szkeptikus Társaság Facebook-csoportja. (Hozzáférés: 2017. július 8.)
- A Szkeptikus Társaság vitafóruma. (Hozzáférés: 2017. július 8.)